# Cầy thảo nguyên Utah
Cầy thảo nguyên Utah, tên khoa học Cynomys parvidens, là một loài động vật có vú trong họ Sóc, bộ Gặm nhấm. Loài này được J. A. Allen mô tả năm 1905.

## Hình ảnh

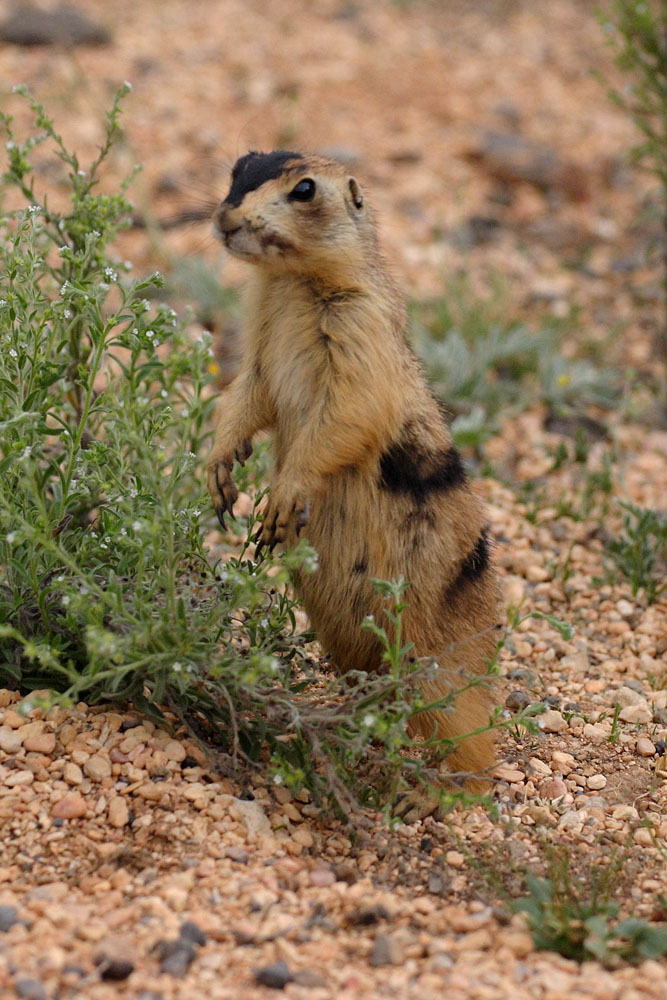
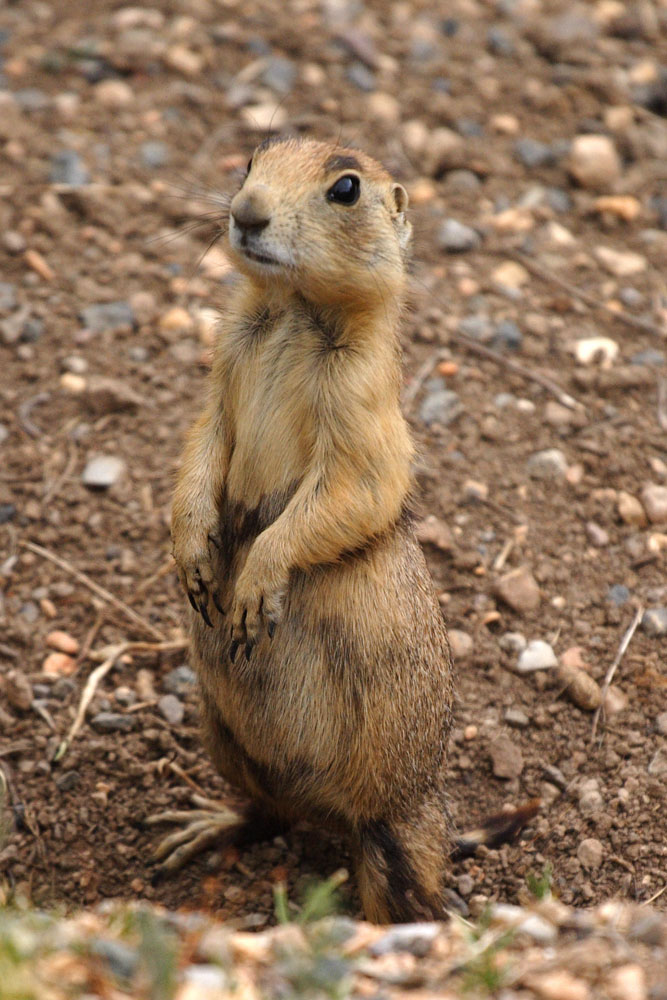